# Kościół Najświętszego Serca Pana Jezusa w Białośliwiu
Kościół Najświętszego Serca Pana Jezusa w Białośliwiu – rzymskokatolicki kościół parafialny znajdujący się we wsi Białośliwie, w województwie wielkopolskim, przy ulicy Kościelnej.
Świątynia została wzniesiona w latach 1927-1929. Nie zrealizowano projektu w pełni – wieża nie została wykończona kopułą. Ołtarz został zamontowany w świątyni w 1928 roku, był on w stylu neobarokowym, wykonany na początku ubiegłego stulecia. Świątynia została konsekrowana 10 listopada 1929 roku. Budowę wieży dokończył ksiądz proboszcz Seweryn Tomczak w okresie powojennym.